# 查特拉因号护航驱逐舰
查特拉因号护航驱逐舰（英語：USS Chatelain，舷号：DE-149），是美国海军于第二次世界大战期间建造的一艘埃德索尔级护航驱逐舰，其舰名取自在圣克鲁斯群岛海战中阵亡的银星勋章获得者休伯特·保罗·查特拉因（Hubert Paul Chatelain）。
该舰由L·T·查特拉因女士冠名，于1943年1月25日在德克萨斯州奥兰治联合钢铁厂铺设龙骨，随后于4月21日下水。1943年9月22日，查特拉因号正式服役，交由詹姆斯·路易斯·福利（James Louis Foley）少校指挥。

## 设计与装备
埃德索尔级护航驱逐舰的设计与巴克利级护航驱逐舰类似，均采用长船体并建有较高的舰桥。该级护航驱逐舰配备3英寸（76毫米）50倍径单装主炮，后续曾计划更换为5英寸（127毫米）38倍径主炮，但最终没有实际执行。该级护航驱逐舰由4台费尔班克斯-莫尔斯38D8-1/8-10内燃机提供动力，总功率最高可达6000匹马力，最高航速21节。其燃料舱可携带312吨重油，在12节航速下航程可达11000海里。此外，该级舰船还配备有较完善的侦查搜索系统，包括SL或SU水面雷达、SA对空雷达、QC声呐系统以及用于监听潜艇无线电的HF/DF天线。

## 服役历史
1943年11月20日至1944年3月7日，查特拉因号由美国东岸出发护送2批船团分别前往北爱尔兰德里和直布罗陀。此后她被编入以瓜达尔卡纳尔号护航航空母舰为核心的猎潜大队，跟随其前往大西洋搜寻打击德军U型潜艇。
1944年4月9日，猎潜大队在由卡萨布兰卡返回美国途中捕捉到了U-515号潜艇发出的无线电信号，舰队内的舰船及舰载机随即对其发动攻击。查特拉因号先后投下2轮深水炸弹，成功将潜艇逼出水面，随后她又对漂浮的潜艇展开炮击并与友军协作将其击沉。
6月4日，查特拉因号再次追踪到一艘潜艇，她首先使用刺猬炮攻击，随后计算好时机投下深水炸弹，成功破坏了U-505号潜艇的外壳并使其浮出水面，德军艇员随后弃船。皮尔斯伯里号和瓜达尔卡纳尔号的船员先后登上潜艇并成功阻止其沉没，使之成为美国在二战中俘获的首艘保存完好的U型潜艇，查特拉因号也因在行动中的出色表现而被授予总统单位表彰。
1945年4月24日，查特拉因号的姊妹舰弗雷德里克·C·戴维斯号被U-546号潜艇击沉，查特拉因号随后与舰队内的数艘船只一起对该潜艇展开了长达12小时的追击，最终在43°53′N 40°7′W / 43.883°N 40.117°W处将其击沉。
此后，查特拉因号继续执行巡逻和护航任务并在航空演习期间为飞机提供飞行指引。11月20日，她抵达南卡罗来纳州查尔斯顿封存，随后于1946年6月14日在佛罗里达州格林科夫斯普林斯退役。1973年8月1日，查特拉因号自美国海军除籍，随后于次年6月11日被出售拆解。

## 荣誉
第二次世界大战中，查特拉因号共获得1次总统单位表彰和5枚战斗之星。其全部荣誉见下表：
|  |             |  |
|  | Silver star |  |

| 战斗行动奖章 （追授） | 总统单位表彰 |

| 美国战役奖章 | 欧洲-非洲-中东战役奖章 （5枚战斗之星） | 第二次世界大战胜利奖章 |

## 历任舰长
| 姓名       | 译名                   | 军衔 | 所属军种       | 任职时间                   |
| ---------- | ---------------------- | ---- | -------------- | -------------------------- |
|            | 詹姆斯·路易斯·福利     | 少校 | 美国海军       | 1943年9月22日              |
|            | 达得利·S·诺克斯        | 少校 | 美国海军预备役 | 1944年4月28日              |
|            | 赛斯·托马斯·霍华德     | 少校 | 美国海军预备役 | 1945年10月1日              |
|            | 罗伯特·路易斯·博德     | 中尉 | 美国海军预备役 | 1946年3月2日               |
|            | 克莱德·卡尔顿·麦克弗森 | 中尉 | -              | 1946年4月30日-1946年6月1日 |
| 参考文献： |                        |      |                |                            |